# TV Pinheiro
TV Pinheiro é uma emissora de televisão brasileira sediada em Pinheiro, cidade do estado do Maranhão. Opera no canal 11 VHF analógico e está em fase de implantação o seu sinal digital pelo canal 16 UHF, e é afiliada à Band.

## História
A TV Pinheiro foi inaugurada em 1998, sendo inicialmente afiliada à Rede Record. Foi a primeira a contar com programação local, tendo uma grade composta por dois programas. Em 27 de junho de 2003, a emissora deixa a Record, que passa a ser transmitida na cidade pela TV Pericumã, e torna-se afiliada à Band.
Em 2013, o controle do canal 11 é alvo de disputa entre correligionários de Zé Arlindo (ex-prefeito de Pinheiro) e Luciano Genésio (suplente de deputado). Uma estação de propriedade do grupo de Arlindo chegou a operar no canal ao mesmo tempo que a TV Pinheiro, de modo que os sinais interferiam entre si. A emissora do ex-prefeito foi retirada do ar pela ANATEL em conjunto com a Polícia Federal em 22 de julho de 2013, já que só a TV Pinheiro tinha autorização para operar.
A disputa terminou em 30 de julho de 2013, quando a justiça indeferiu o agravo do Sistema de Comunicação da Baixada Maranhense, então controlador da TV Pinheiro, mantendo o controle da emissora com José Genésio Mendes. Quase um ano depois, no entanto, a família de Luciano perde novamente o controle da emissora, que é repassado definitivamente para Wanderley Mineiro e David Márcio Gonçalves.
Em 14 de março de 2016, novamente sob a administração de Luciano Genésio, a TV Pinheiro tem seu fornecimento de energia elétrica cortado pela Equatorial Energia Maranhão. O motivo seria a falta de pagamento da conta de luz.

## Programas
Atualmente, a TV Pinheiro retransmite a programação nacional da Band. Diversos programas locais compuseram a grade da emissora, e foram descontinuados:
- Band Cidade
- Band News Pinheiro
- Informe Pinheiro
- Pinheiro Agora
- Pinheiro Repórter
- Repórter Cidadão
- Sacode Geral
- Só Balada
- Via Show